# Begonia hydrocotylifolia
Espèce
Synonymes
- Begonia asarifolia Liebm.[1]
- Begonia hydrocotylifolia var. asarifolia (Liebm.) A.DC.[1]
- Gireoudia asarifolia (Liebm.) Klotzsch[1]
- Gireoudia hydrocotylifolia (Otto ex Hook.) Klotzsch[1] [2]

Begonia hydrocotylifolia est une espèce de plantes de la famille des Begoniaceae. Ce bégonia est originaire du Mexique. L'espèce fait partie de la section Gireoudia. Elle a été décrite en 1842 par le botaniste britannique William Jackson Hooker (1785-1865), à la suite des travaux de son homologue allemand Christoph Friedrich Otto (1783-1856). L'épithète spécifique hydrocotylifolia signifie « à feuille d'Hydrocotyle ».

## Description

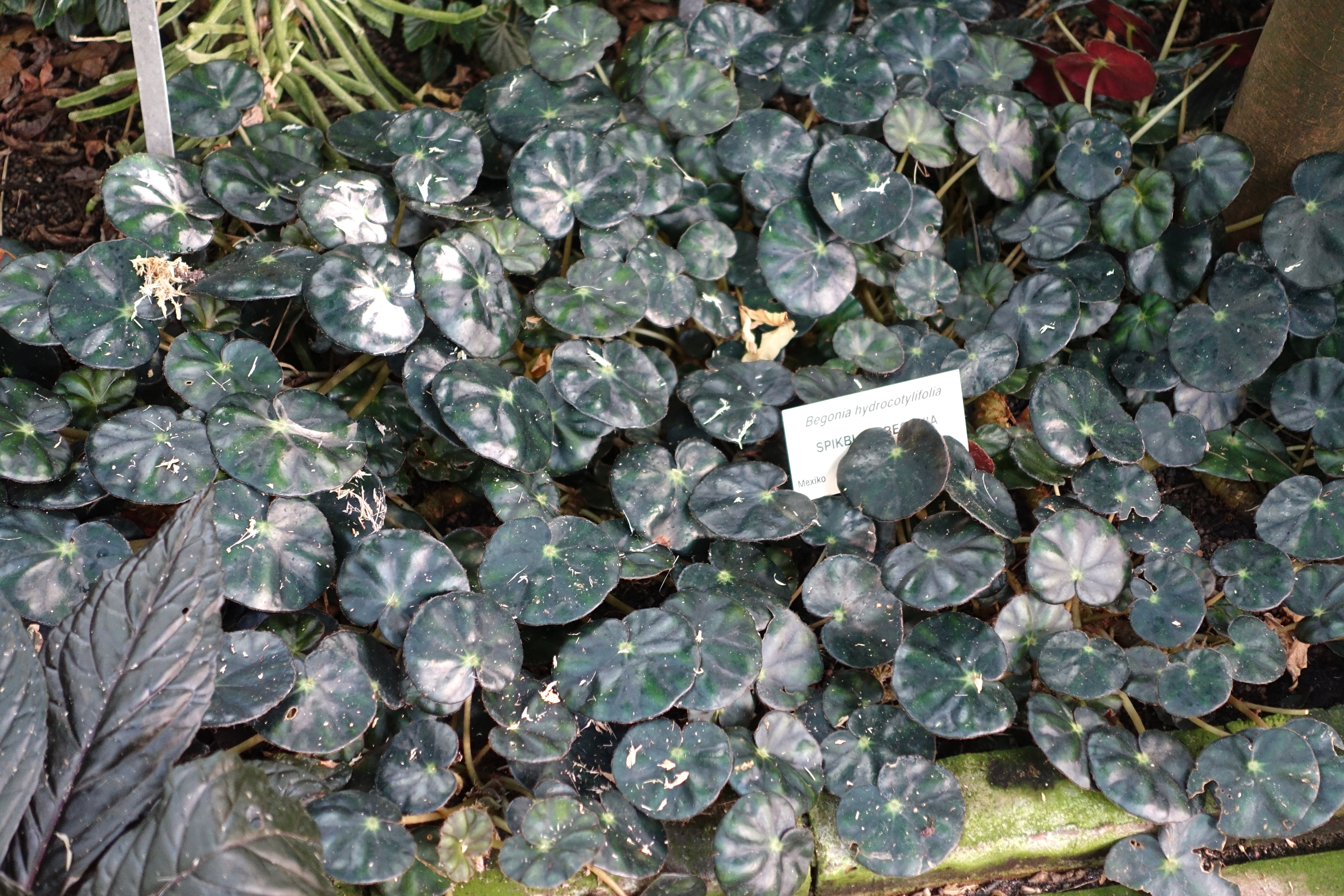
Aspect global d'un spécimen cultivé
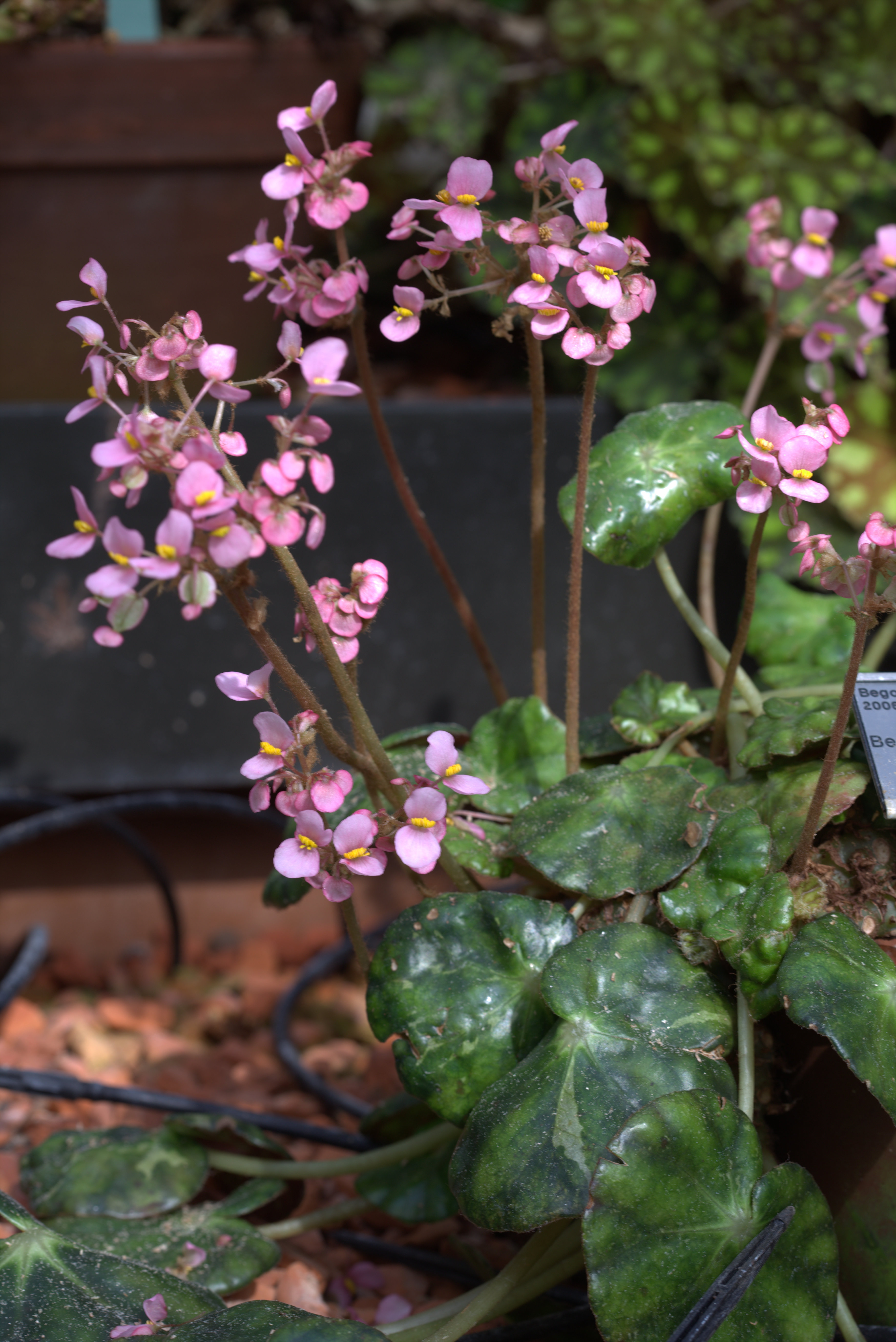
Inflorescence d'un spécimen cultivé
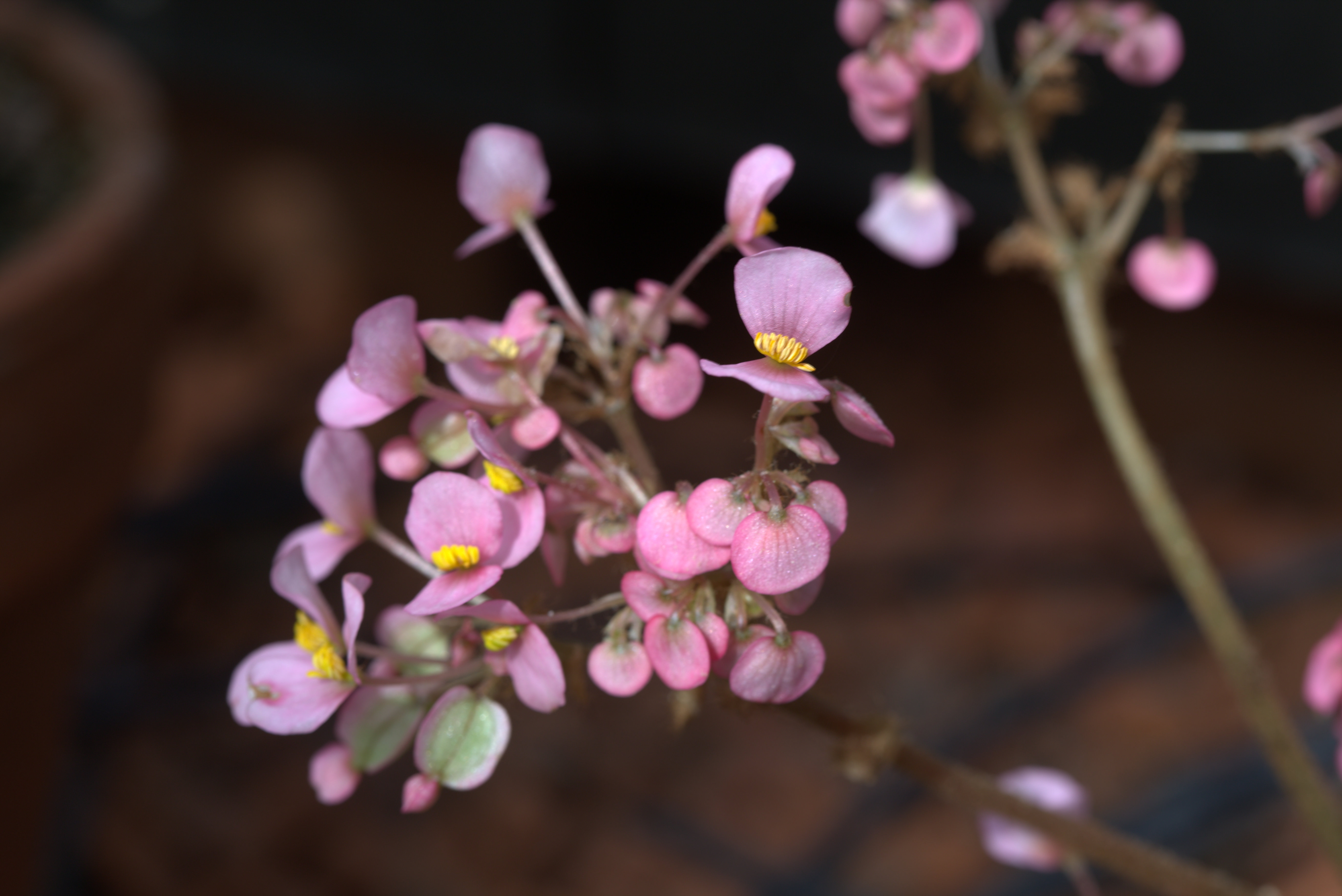
Détail des fleurs d'un spécimen cultivé

## Répartition géographique
Cette espèce est originaire du pays suivant : Mexique.

## Liste des variétés
Selon Tropicos (6 février 2017) (Attention liste brute contenant possiblement des synonymes) :
- variété Begonia hydrocotylifolia var. asarifolia (Liebm.) A. DC.
- variété Begonia hydrocotylifolia var. hydrocotylifolia

Un croisement a été réalisé avec le Begonia manicata pour créer l'hybride Begonia ×erythrophylla.